# Lijst van voetbalinterlands Jemen - Sri Lanka
Deze lijst van voetbalinterlands is een overzicht van alle officiële voetbalwedstrijden tussen de nationale teams van Jemen en Sri Lanka. De landen hebben tot op heden twee keer tegen elkaar gespeeld. De eerste ontmoeting, een kwalificatiewedstrijd voor het Wereldkampioenschap voetbal 2026, werd gespeeld in Abha (Saoedi-Arabië) op 12 oktober 2023. Het laatste duel, de returnwedstrijd in dezelfde kwalificatiereeks, vond plaats op 17 oktober 2023 in Colombo.

## Wedstrijden
| № | Plaats  | Datum           | Competitie           | Wedstrijd         | Uitslag |
| - | ------- | --------------- | -------------------- | ----------------- | ------- |
| 1 | Abha    | 12 oktober 2023 | WK 2026 kwalificatie | Jemen – Sri Lanka | 3 – 0   |
| 2 | Colombo | 17 oktober 2023 | WK 2026 kwalificatie | Sri Lanka − Jemen | 1 − 1   |

## Samenvatting
| Competitie      | Totaal gespeeld | Winst Jemen | Gelijk | Winst Sri Lanka | Doelsaldo Jemen – Sri Lanka |
| --------------- | --------------- | ----------- | ------ | --------------- | --------------------------- |
| WK-kwalificatie | 2               | 1           | 1      | 0               | 4 − 1                       |
| Totaal          | 2               | 1           | 1      | 0               | 4 − 1                       |

YFA · A-internationals
1984 – 1989 · 
1990 – 1999 · 
2000 – 2009 · 
2010 – 2019 ·
2020 − 2029
Bahrein ·
Bangladesh ·
Bhutan ·
Brunei ·
Cambodja ·
China ·
Comoren ·
Djibouti ·
Egypte ·
Eritrea ·
Ethiopië ·
Filipijnen ·
Finland ·
Hongkong ·
India ·
Indonesië ·
Irak ·
Iran ·
Japan ·
Jordanië ·
Kenia ·
Kirgizië ·
Koeweit ·
Libanon ·
Libië ·
Malawi ·
Malediven ·
Maleisië ·
Marokko ·
Mauritanië ·
Mongolië ·
Nepal ·
Noord-Korea ·
Oeganda ·
Oezbekistan ·
Oman ·
Pakistan ·
Palestina ·
Qatar ·
Saoedi-Arabië ·
Singapore ·
Soedan ·
Sri Lanka ·
Syrië ·
Tadzjikistan ·
Tanzania ·
Thailand ·
Tsjaad ·
Turkmenistan ·
Verenigde Arabische Emiraten ·
Vietnam ·
Zambia ·
Zuid-Korea
FSL ·
A-internationals ·
Sri Lankaans vrouwenelftal
Afghanistan ·
Bahrein ·
Bangladesh ·
Bhutan ·
Brunei ·
Cambodja ·
China ·
DDR ·
Filipijnen ·
Guam ·
Hongkong ·
India ·
Indonesië ·
Irak ·
Iran ·
Japan ·
Jemen ·
Jordanië ·
Kirgizië ·
Laos ·
Libanon ·
Macau ·
Malediven ·
Maleisië ·
Mongolië ·
Myanmar ·
Nepal ·
Noord-Korea ·
Oezbekistan ·
Oman ·
Pakistan ·
Palestina ·
Papoea-Nieuw-Guinea ·
Qatar ·
Saoedi-Arabië ·
Seychellen ·
Singapore ·
Soedan ·
Syrië ·
Tadzjikistan ·
Taiwan ·
Thailand ·
Turkmenistan ·
Verenigde Arabische Emiraten ·
Vietnam ·
Zuid-Korea